# Кулагін Андрій Павлович
Кулагін Андрій Павлович (1961 м.Семипалатинськ Казахська РСР) — радянський і український художник з широким творчим діапазоном: пейзажі та натюрморти, портрети і лаконічна графіка. Лауреат багатьох премій і нагород.

## Біографія
Народився 27 червня 1961 року в Семипалатинську. З 13 років працював художником-оформлювачем. Закінчив графічний факультет Семипалатинського державного педагогічної інституту. У студентські роки брав участь в обласних, республіканських і всесоюзних виставках. Дебютував першою персональною виставкою в 18 років. Дипломною роботою став портрет Ф. М. Достоєвського за часів Семипалатинського заслання.
Переїхав в Україну в 1987 році. У 1992 році під його керівництвом організовується реставрація пам'ятки архітектури 1702 року костелу в м. Тальне Черкаської області, також художні розписи офісів і житлових будинків.

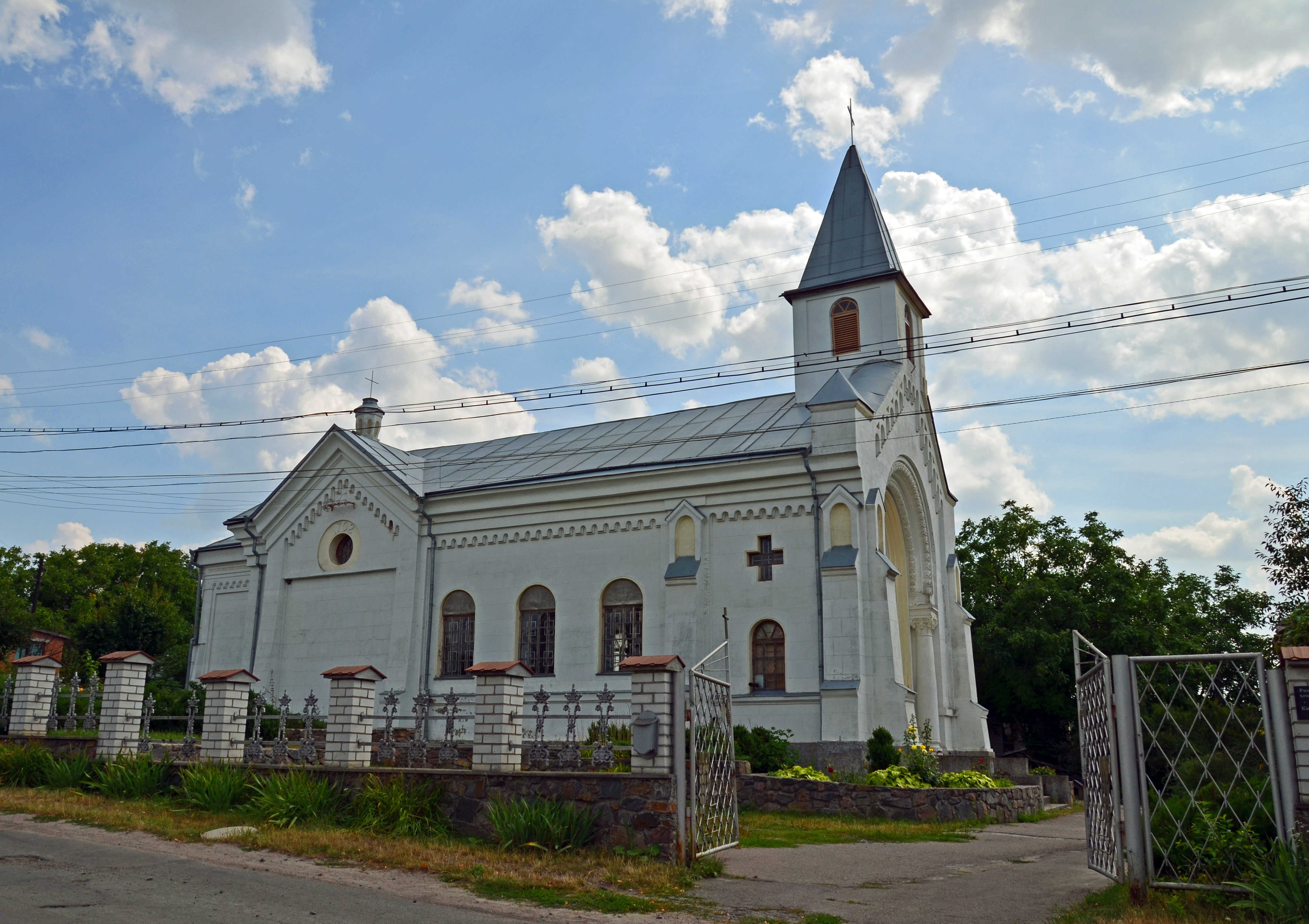
Костел св. Анни 1702 року після реконструкції, Тальне

Створює цикли своїх робіт: "Фортеці і замки України", "Без вини убиті (Українці в соловецькому таборі)", "За біблійних місцях", "Від Босфору до Сахарі".
Протягом багатьох років створює серію портретів під назвою "Мої сучасники", в яку входить "Портрет Івана Павла II", який зберігається в галереї ватиканської бібліотеки.

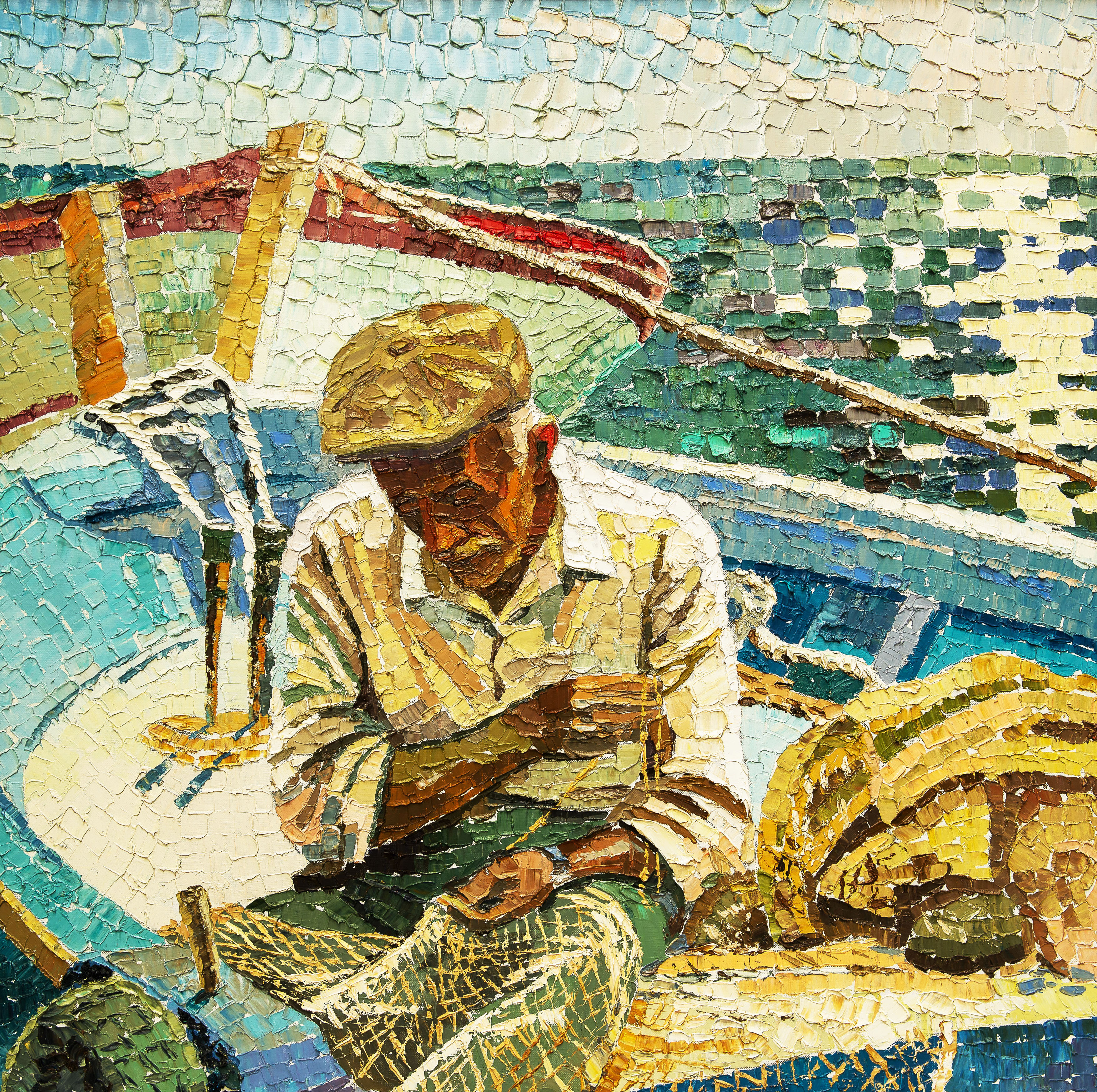
"Старий і море" з циклу "Східні мотиви"

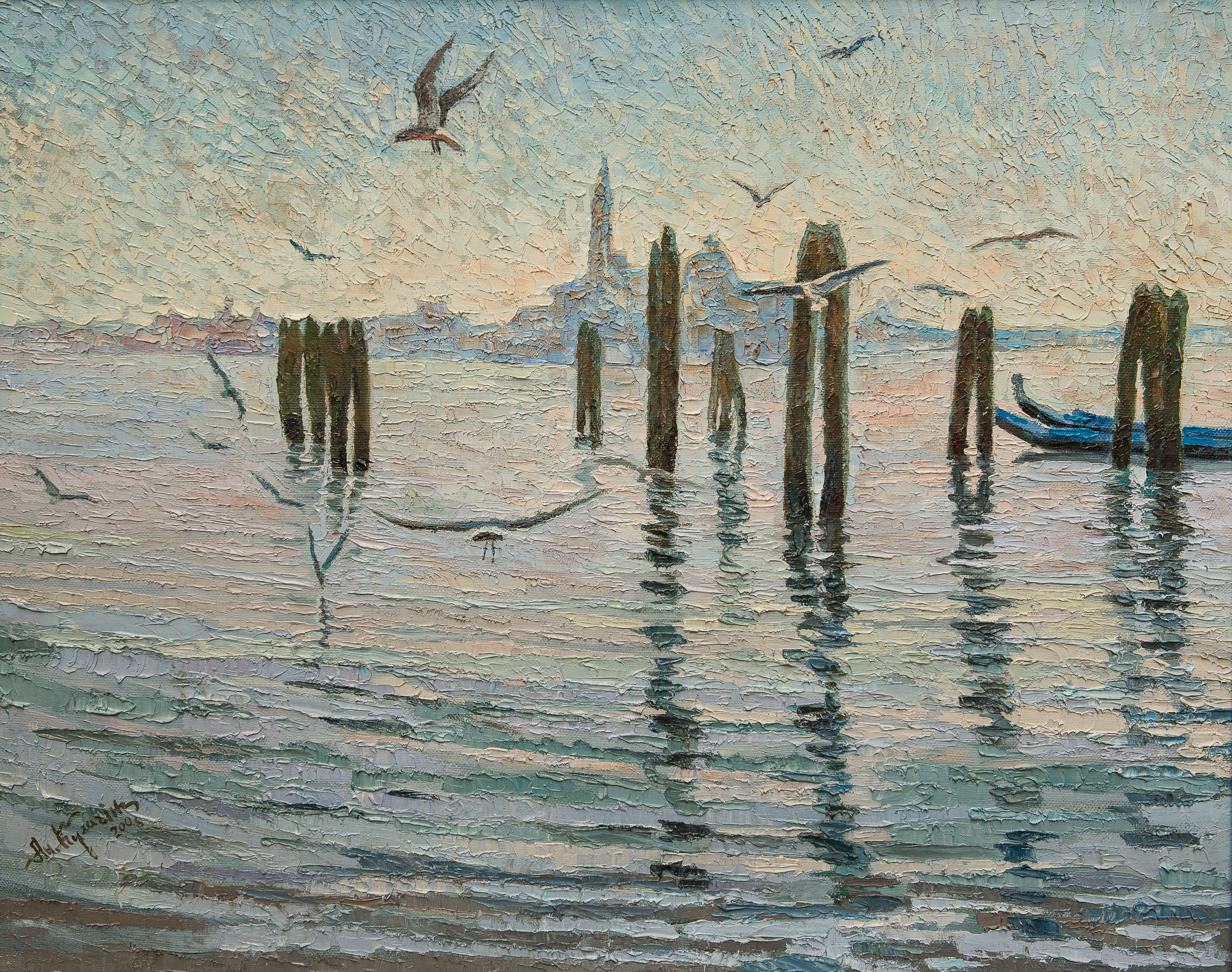
"Венеція, що не прокинулась" з циклу "Нічні вогні (серія пейзажів, написаних у Європі)"

Протягом років художник постійно організовує персональні виставки в Україні та за кордоном. Його картини зберігаються в колекціях Австрії, Австралії, Великої Британії, Ватикану, Німеччини Польщі, США, Словаччини, Франції, Росії та України .
Такі роботи як триптих «Омар Хаям», придбана для галереї Іраку, а «Портрет першого Нунція Ватикану в незалежній Україні Антоніо Франко» стали знаковими у творчості художника. Графічний лист «Нехай воскресне Бог і згинуть вороги Його», був придбаний В'ячеславом Чорноволом.

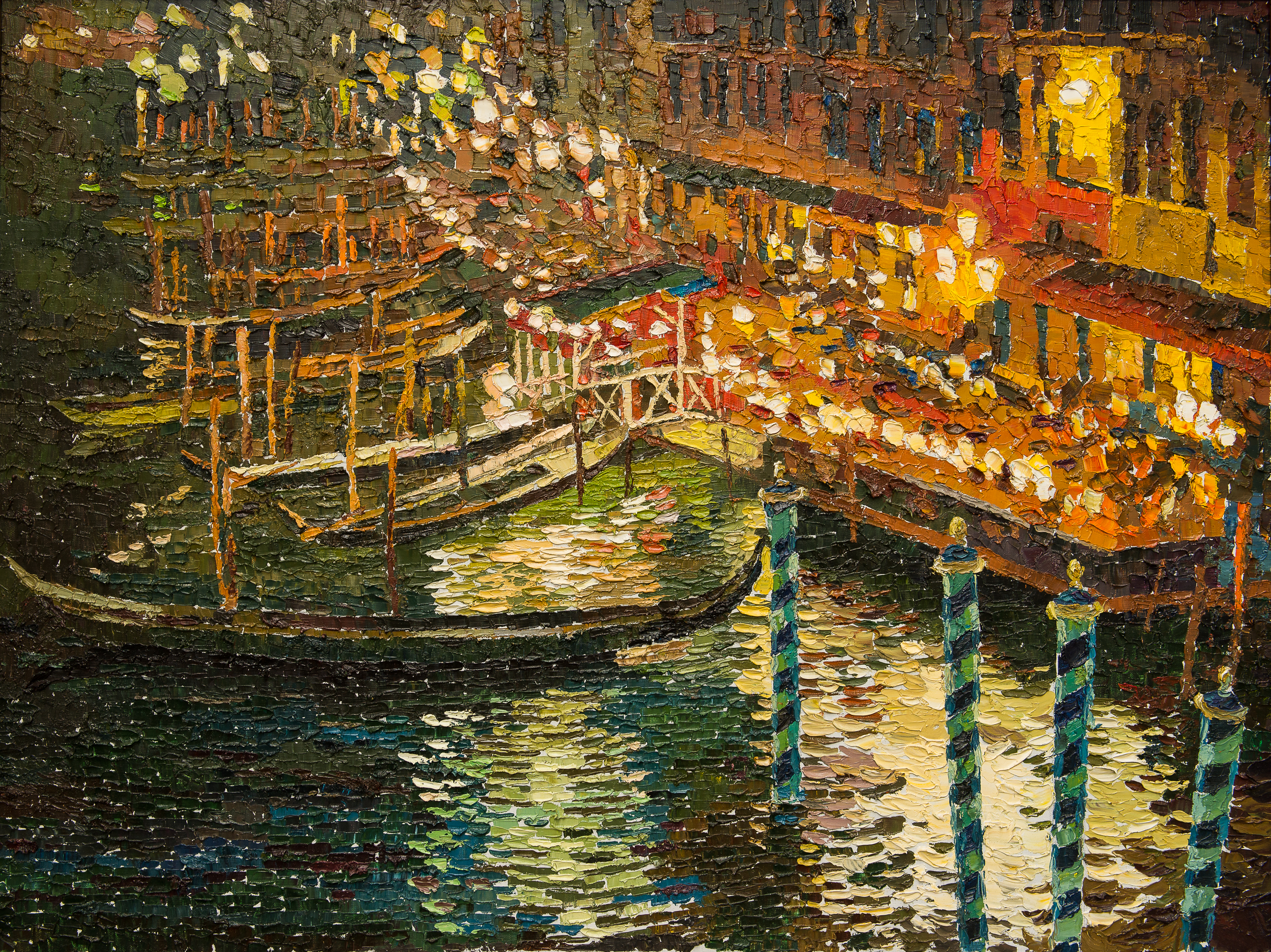
"Вогні Венеції" з циклу "Нічні вогні (серія пейзажів, написаних в Європі)"

Художник був нагороджений орденом Трудового Червоного Прапора і золотою медаллю Ватикану за внесок в розвиток світового мистецтва.
З 2005 року по 2016 керував творчим колективом художників Збройних Сил України при Центральному Будинку Офіцерів.
У 2008 році був присутній на аудієнції в Папи Римського Бенедикта XVI на запрошення в честь написаного портрета Івана Павла II, за що був удостоєний нагороди Ватикану за внесок в розвиток культури.
Почав публікувати навчальні мистецькі онлайн майстер класи на Youtube [Архівовано 1 березня 2020 у Wayback Machine.]з 2012 року і публікує по сьогодні.

З 2014 року по сьогоднішній день керує народної студією живопису "Гармонія" при КПІ .

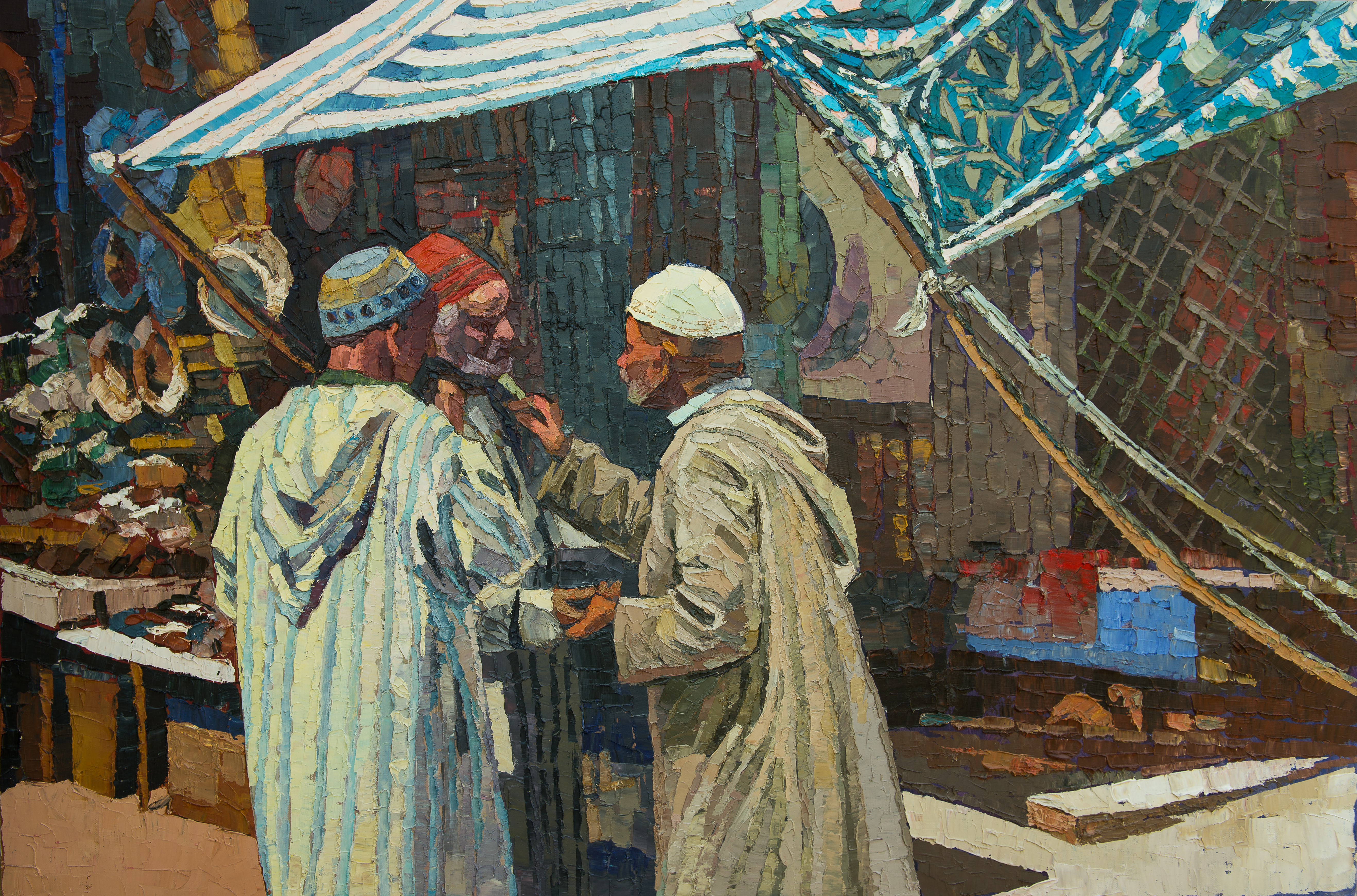
"Задушевна бесіда" з циклу "Східні мотиви" Андрія Кулагіна 2016 рік

У 2016 році проводить волонтерський арт-проект "Ніхто крім нас", де організував творчу інтелігенцію для допомоги постраждалим бійцям в збройному конфлікті АТО.

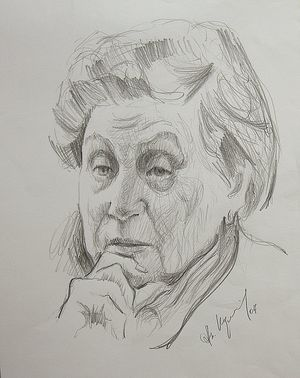
Паризький портрет Світлани Алілуйової

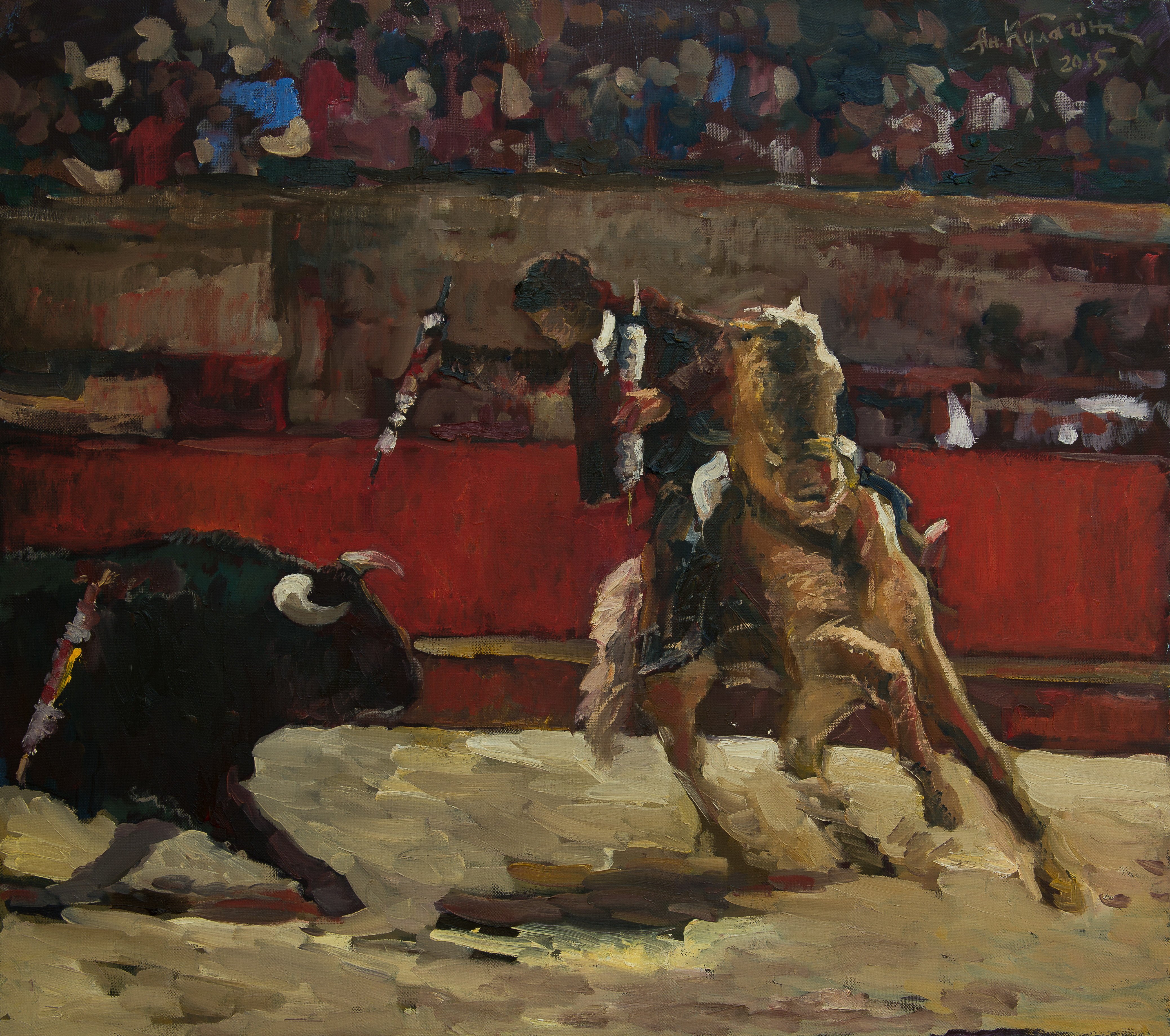
Рисунок Андрія Кулагіна з циклу "Корида"

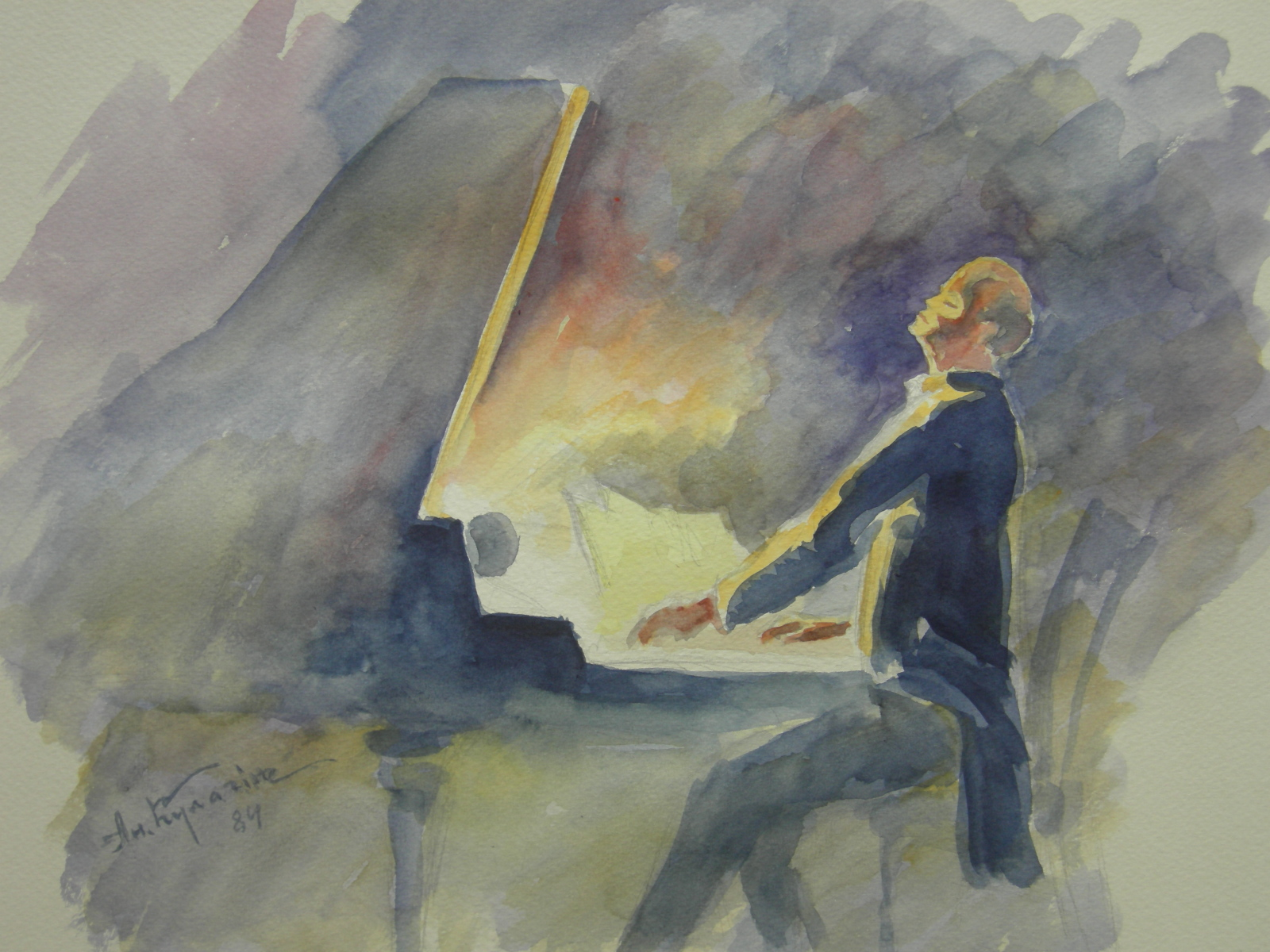
Картина "На концерті Святослава Ріхтера", намальована Андрієм Кулагіним

Будучи колекціонером живопису і графіку, Андрій Кулагін популяризує українське мистецтво. В 2018 в честь Володимира Дахна відкрив разом з композитором Володимиром Губою пересувну виставку графіки "Козаки"      .

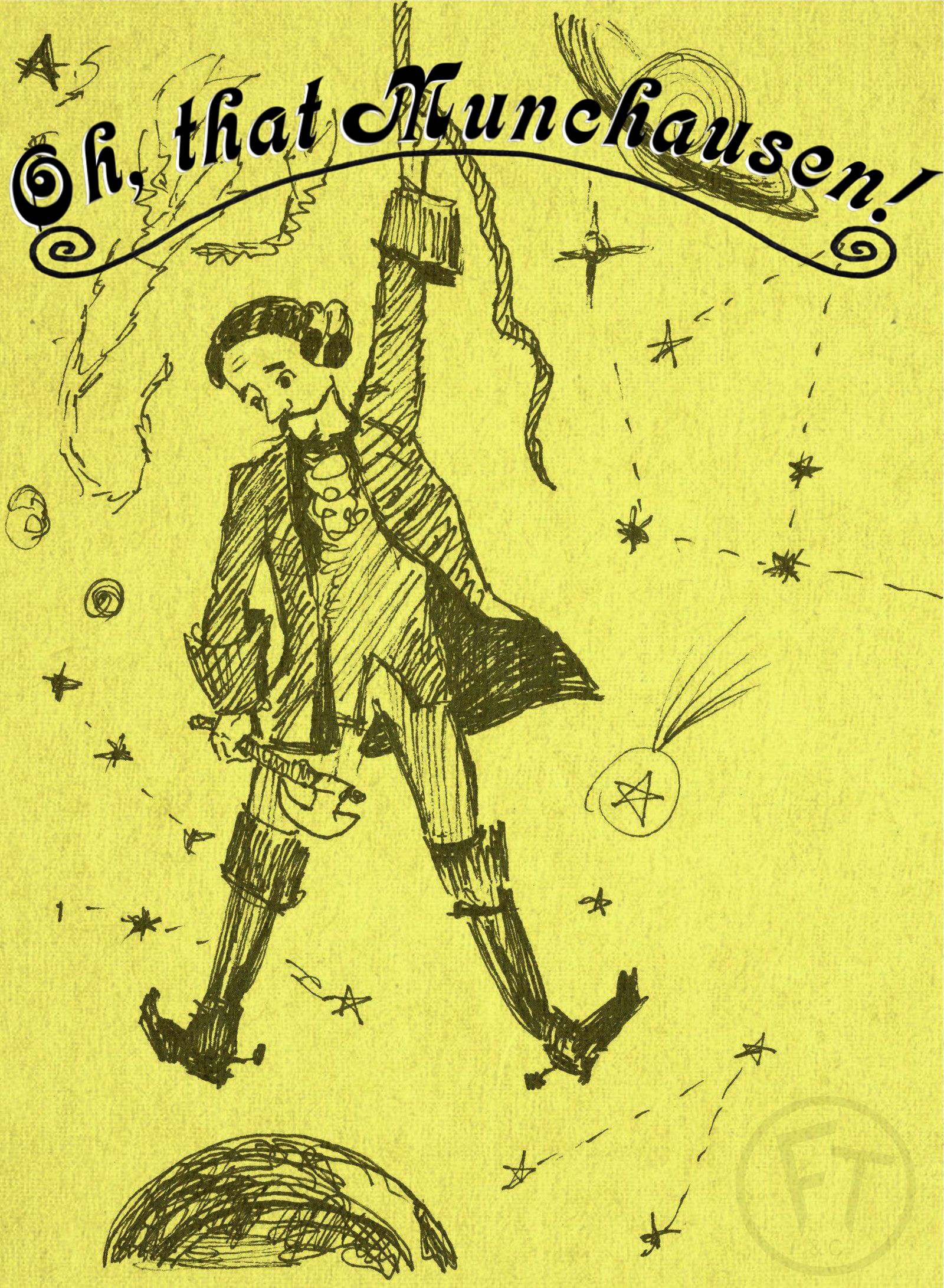
Ілюстрація Андрія Кулагіна для інтерактивної аудіокниги-гри "Ох цей Мюнхгаузен!". Графіка. Перша подорож Мюнхгаузена на Місяць.

Зараз художник живе і працює в Києві.

## Деякі нагороди і премії
- 2002 — орден Трудового Червоного Прапора.

- 2008 — золота медаль Ватикану за вклад у розвиток світової культури.

## Книги з ілюстраціями Кулагіна
- Fingertipsandcompany. "Ох уж этот Мюнхгаузен!" - интерактивная аудиокнига-игра. — Fingertipsandcompany, 2020. — 150 с.

## Циклы картин Кулагина
- 1985 - 2006 - "Фортеці і замки України".

- 1990 - 2009 - "Біблейськими місцями".

- 1996 - по сьогодні - "Мої сучасники".

- 2004 - 2017 - "Нічні вогні (серія пейзажів, написаних в Європі)".

- 2007 - "Без вини убиті (Українці в соловецькому таборі)".

- 2008  - 2016 - "Східні мотиви".

- 2009 - 2013 - "Корида" [16][17][18] [19].

- 2009 - 2017 - "Від Босфору до Сахари".

- 2018 - 2020 - "Ох цей Мюнхгаузен!".

## Цитати
Андрій Кулагін так характеризував свою любов до живопису:
«Живопис. Тут моє найбільше натхнення. Тут найбільший процес самовдосконалення і самореалізації. Природа натхнення сакральна і в ній будь-яка людина знаходить втрачений Рай і уподібнюється своєму Творцю.»